# 1985 en Malaisie
Cet article présente les faits marquants de l'année 1985 en Malaisie.

## Gouvernement
- Premier ministre : Mahathir Mohamad

## Évènements
- 9 juillet : Le Premier ministre Mahathir Mohamad a officiellement lancé la première voiture malaisienne, la Proton Saga[1].
- 3 août : Mahathir et son épouse, Siti Hasmah Mohamad Ali, ont traversé le pont de Penang dans une Proton Saga rouge, un mois avant son ouverture au public[1].
- 14 septembre : Le pont de Penang a été officiellement ouvert aux voitures[2].

## Naissances en 1985
- 18 septembre : Koo Kien Keat, joueur de badminton